# Land of Hope
Land of Hope (Oma maa) è un film del 2018 diretto da Markku Pölönen.
La pellicola narra la tormentata storia d'amore tra due ragazzi di classi sociali diverse, nella Finlandia dell'immediato dopoguerra della seconda guerra mondiale.

## Trama
Durante la guerra di continuazione, un manipolo di militari finlandesi viene ucciso in un'imboscata dai russi. Sopravvive miracolosamente il solo Veikko, ferito al pari della cavalla che lo ha salvato.
Tra i ragazzi uccisi c'è Aarne, il rampollo della famiglia Malmberg, proprietari di una grande panetteria, attività ancora florida pur in una situazione generale di grande povertà causata dalla guerra. Mentre la madre non si rassegna alla perdita del figlio, Anni, la sorella minore di Aarne, vuole riprendere la cavalla ferita, che apparteneva alla sua famiglia e alla quale era affezionata. La stessa sarebbe già stata abbattuta se non fosse per le cure di Veikko che sta condividendo con l'animale la convalescenza.
La tenerezza di Veikko verso la cavalla colpisce Anni che comincia a frequentare il ragazzo, che promette di riportarle a casa l'animale per Natale. E così avviene, con Veikko che viene invitato a cena dai Malmberg. Il ragazzo, boscaiolo solo al mondo, mostra modi che non si addicono a quell'alta borghesia che la famiglia Malmberg ha faticosamente raggiunto. La madre Ella capisce che Anni è innamorata di Veikko e la mette subito in guardia ma questa, anche per reazione ad una discriminazione che non condivide, accelera i tempi con Veikko che, in quanto invalido di guerra, potrebbe usufruire di un appezzamento di terra nella Carelia Settentrionale, a patto che abbia una moglie.
Nonostante le proposte del padre di Anni, i due ragazzi decidono di sposarsi e lasciare tutto, per avviare una fattoria nella terra che viene assegnata loro dal governo. Comincia così un'avventura nella quale, con grandi sforzi e l'aiuto del vicino Vertti Hiironen e della ex proprietaria Maire Luukkonen, i due mettono su una fattoria. 
Durante il primo rigido inverno, a seguito delle sue ferite, Veikko si ammala gravemente e deve essere ricoverato, lasciando sola Anni. Aatos, il figlio alcolizzato della ricchissima Lukkonen, si propone ad Anni quando le sorti di Veikko fanno immaginare che possa non farcela. L'uomo è attratto sia dalla donna che dal recuperare un possedimento che la sua famiglia ha ceduto malvolentieri al governo. Ma Veikko guarisce e la fattoria torna a fiorire e ad ingrandirsi. 
Quando si riaffacciano vecchie amicizie di Veikko, Anni teme che il marito si lasci trascinare in brutti giri. Vistolo ubriaco, una sera lascia la casa. Atos, subodorando la crisi tra i due, appicca un incendio che distrugge la fattoria, con Anni che, come tutti, immagina sia stata colpa della negligenza del marito e torna a casa dovendo dar ragione alla madre che le aveva detto che non sarebbe durata.
Veikko caccia i cattivi amici, ricostruisce la fattoria e scrive continuamente ad Anni che però non risponde. La donna non è disposta a perdonare il marito, ma ne è ancora innamorata. Così la madre di Anni, che pure aveva avversato questo matrimonio, si reca nella Carelia Settentrionale, dove constata che Veikko è un brav'uomo e ama sua figlia. Appurato poi che l'incendio della fattoria fu opera del viscido Aatos, spinge quindi la figlia a tornare dal marito, riunendo una coppia che di lì a poco riprenderà meglio di prima, dando al mondo anche due bambini.

## Accoglienza

### Incassi
Il film è stato presentato in anteprima il 26 ottobre 2018. È stato il film più visto del fine settimana in Finlandia con 29.097 spettatori, il miglior risultato di apertura di sempre per i film del regista Markku Pölönen..

## Riconoscimenti
- Premi Jussi 2019
  - Miglior attrice a Oona Airola
  - Miglior scenografia a Antti Nikkinen